# Otto Ruppaner
Otto Wilhelm Ruppaner (* 12. November 1982 in Scherzingen, Schweiz) ist ein deutscher parteiloser Politiker. Er ist seit 2024 Oberbürgermeister von Leinfelden-Echterdingen. Zuvor war er von 2014 bis 2024 Bürgermeister von Köngen.

## Leben
Ruppaner wuchs zunächst in Konstanz auf, wo er von 1992 bis 1994 das Heinrich-Suso-Gymnasium besuchte. Von 1994 bis 1999 lebte er in Leipzig und besuchte die dortige Thomasschule. Von 2000 bis 2001 besuchte er das St. Benno-Gymnasium in Dresden. Anschließend absolvierte er eine Ausbildung zum Industriekaufmann, die er 2004 abschloss. Von 2005 bis 2009 studierte er an der Hochschule Kehl; er schloss das Studium als Diplom-Verwaltungswirt (FH) ab. Von 2009 bis 2010 war er als staatlicher Rechnungsprüfer beim Landratsamt des Landkreises Unterallgäu tätig. Von 2010 bis 2014 war er Fachbereichsleiter Wirtschaft und Finanzen der Stadt Dornhan.
Ruppaner ist römisch-katholisch, verheiratet und hat zwei Kinder.

## Politik
Ruppaner wurde am 13. April 2014 mit 54,4 Prozent der Stimmen zum Bürgermeister von Köngen gewählt. Er trat das Amt am 1. Juli 2014 an. Am 24. April 2022 wurde er mit 97,8 Prozent der Stimmen für eine zweite Amtszeit wiedergewählt.
Am 17. Dezember 2023 wurde Ruppaner mit 53,4 Prozent der Stimmen im zweiten Wahlgang zum Oberbürgermeister von Leinfelden-Echterdingen gewählt. Im ersten Wahlgang hatte Ruppaner 35,9 Prozent der Stimmen erhalten. Er wurde dabei von der FDP und den Freien Wählern unterstützt. Er folgte Roland Klenk nach und trat das Amt am 1. März 2024 an.